# میرزا ترسون‌زاده (شهر نو)
میرزا ترسون‌زاده جماعت و شهرکی در کشور تاجیکستان است که در ناحیهٔ شهر نو ناحیه‌های تابع جمهوری قرار دارد. جمعیت این جماعت ۴۸۹۴ است.